# Jamal Karsli
Jamal Karsli (* 2. September 1956 in Manboj, Syrien) ist ein ehemaliger deutscher Politiker (FAKT, zuvor FDP, Grüne). Er erregte mit Äußerungen, die als judenfeindlich kritisiert und verurteilt wurden, zeitweilig bundesweites Aufsehen. Er steht auch im Zusammenhang mit der „Möllemann-Affäre“.

## Werdegang
Karsli hatte Industriechemie in Damaskus studiert, bevor er 1980 nach Deutschland kam. Von 1982 bis 1985 studierte er in Bochum Bauingenieurwesen und schloss das Studium als Diplomingenieur ab. Bis 1992 ließ er sich an der Universität Dortmund in Raumplanung ausbilden. Danach machte sich Karsli als Dolmetscher und Übersetzer selbständig. Er lebt in Recklinghausen und ist in zweiter Ehe mit einer italienischen Lehrerin verheiratet.

## Politische Karriere

### Karsli bei den Grünen
Von 1993 bis 2002 war Karsli Mitglied der Grünen. Für diese Partei zog er am 10. Oktober 1995 in den 13. Landtag von Nordrhein-Westfalen ein, dem er bis zum 1. Juni 2000 und vom 25. Oktober 2000 bis 7. Juni 2005 angehörte.
Im April 2002 griff Karsli die israelische Regierung scharf an, indem er ihre Vorgehensweise gegenüber den Palästinensern als „Nazimethoden“ bezeichnete, was auf heftige Kritik bei seinen damaligen Partei- und Fraktionskollegen stieß. Mit der Begründung, dass die Nahostpolitik der Grünen nicht mehr seinen Vorstellungen entspreche, verließ er Partei und Fraktion am 23. April 2002 und kam damit einem Ausschluss zuvor.

### Zwischenspiel bei der FDP
Nach Gesprächen mit Jürgen Möllemann, der mit Karsli zum Thema Nahost einer Meinung war, wollte Karsli der nordrhein-westfälischen Landtagsfraktion der FDP beitreten. Er wurde am 15. Mai 2002 in Recklinghausen in die FDP aufgenommen, was bei mehreren führenden und prominenten FDP-Politikern auf Ablehnung stieß. Zudem war bekannt geworden, dass Karsli in einem Interview mit der Jungen Freiheit den Einfluss einer „zionistischen Lobby“ beklagt hatte. Er habe dabei nicht gewusst, dass es sich um eine rechte Wochenzeitung handelt.
Möllemann kritisierte Karsli daraufhin und sagte: „Im Übrigen rate ich Herrn Karsli auch, als jetzt bei uns lebender Araber deutscher Staatsangehörigkeit zu bedenken, dass Begriffe wie ‚zionistische Lobby‘ in Deutschland leicht antisemitisch missdeutet werden“ Möllemann schlug den Kompromiss vor, dass Karsli zwar nicht Partei-, aber Fraktionsmitglied bleiben sollte. Doch auch dies wurde von der Bundes-FDP abgelehnt, und so trat Karsli am 5. Juni 2002 aus der FDP-Fraktion wieder aus, um einem Ausschluss zuvorzukommen. Er gehörte dem Landtag bis 2005 noch als fraktionsloser Abgeordneter an.

### Klage gegen Michel Friedman und Paul Spiegel
Im Zuge des Streits um seine Aufnahme bei der FDP hatten zwei Vorstandsmitglieder des Zentralrats der Juden in Deutschland, Michel Friedman und Paul Spiegel, Karsli als „Antisemiten“ bezeichnet. Eine hiergegen gerichtete Unterlassungsklage Karslis vom März 2003 blieb erfolglos, weil nach Ansicht des Gerichts „die äußerste Grenze der Diffamierung“ mit dieser Bezeichnung noch nicht überschritten sei.

### FAKT
Am 29. Juni 2003 gründete er die Partei Frieden, Arbeit, Kultur und Transparenz, Kurzbezeichnung FAKT, und wurde deren Vorsitzender. Die Partei verstand sich als sozialliberal und trat für Möllemanns Positionen ein, insbesondere den EU-Beitritt der Türkei. Unter den rund 200 Mitgliedern gab es einen hohen Anteil an Einwanderern. Die Partei war nur auf nordrhein-westfälischer Landesebene präsent, dort konstituierten sich auch einige Kreisverbände. Im Jahr 2004 wollte Karsli mit FAKT bei der Europawahl antreten, die Partei wurde allerdings wegen zu wenig Unterstützungsunterschriften nicht zugelassen. Am 26. September 2004 trat sie erfolglos bei den nordrhein-westfälischen Kommunalwahlen in Remscheid und Recklinghausen an. Karsli und FAKT verfehlten mangels Unterstützerunterschriften die Zulassung zur Landtagswahl in Nordrhein-Westfalen 2005.
Im Sommer 2005 sorgte Karsli erneut für Schlagzeilen, als er dem syrischen Fernsehsender Syrian TV ein Interview gab, in dem er erneut von der „zionistischen Lobby in Deutschland“ sprach. Seit Karslis Ausscheiden aus dem Landtag zeigte die Partei keine Aktivitäten mehr. Sie hat nie die Voraussetzungen für Mittel aus der staatlichen Parteifinanzierung erfüllt. Gemäß § 2 Abs. 2 PartG hat FAKT im September 2009 die Rechtsstellung als Partei verloren.

## Veröffentlichungen
- Maulkorb für Deutschland. Fakten, Analyse, Aufklärung zur Antisemitismusdebatte, 2003, ISBN 3-00-012488-8
- Der Fall Karsli: eine Antisemitismusdebatte, 2003, ISBN 3-89738-306-3